# Дорошко, Дарья
Дарья Дорошко — белорусская поэтесса. Живёт в городе Гомеле. Пишет на русском и белорусском языках. Её творчество ближе всего к экспрессионизму.

## Биография
Родилась в городе Гомеле в 1977 году.
В 1994 окончила среднюю школу № 5, в 1996 — Гомельское медицинское училище в 2004 — Гомельский государственный университет имени Франциска Скорины(филологический факультет, специальность «Русский язык и литература»).
Работала медсестрой в гомельской областной детской клинической больнице, актрисой в Гомельском государственном театре кукол, библиотекарем в городской библиотечной системе.
Член общественного литературного объединения «Пралеска» при районной библиотеке, гость литературно-художественного салона «Встречи на Замковой» при центральной городской библиотеке имени Герцена. Выпускница Школы-студии «Молодой литератор» при гомельском отделении Союза писателей Беларуси.
С 2001 по 2016 год член Белорусского Литературного Союза «Полоцкая ветвь». В 2016 году вступила в Союз писателей Беларуси.
В 2021 году удостоена памятной медали «Кірыла Тураўскі. Асветнік. За ўклад у літаратуру» от гомельского областного отделения СПБ, а также грамоты от гомельской епархии БПЦ.
Стихи начала писать лет с девяти, на русском и белорусском языках.
Первая публикация — в 1999 году в областной газете «Гомельская правда».

## Конкурсы
- Дипломант I межрегионального фестиваля авторской песни (Гомель, 2005)[5];
- Финалист турнира поэтов «Пушкин в Британии» (Лондон, 2009)[6];
- Победитель литературного конкурса «Белокрылый птах», проводимого издательством «Союз писателей» и Международным Союзом творческих сил «Озарение» (Новокузнецк, 2012)[7];
- Победитель Республиканского творческого конкурса «Литературная крона — 2012»[8];
- Диплом 1 степени в международном конкурсе литературно-художественного творчества "Мир дестства - мир добра и света", посвящённого 110-летию со дня рождения Агнии Барто - номинация "Поэзия. члены Союзов писателей" (Гомель, 2016);
- Лауреат областной литературной премии им. Кирилла Туровского[9].

## Книги

### Персональные сборники
- «В Начале» (Минск, 2012)[10];
- «Птицы сновидений» (Минск, 2016);
- «Ни при чём» (Мозырь, 2020)[9].

### Книги в соавторстве
- «Не наступайте птице на крыло» (Минск 2010), в соавторстве с Владимиром Череухиным[11];
- «Маяк» (Минск 2014), в соавторстве с Владимиром Череухиным[12];
- «Альтанка» (Минск 2017), в соавторстве с Владимиром Череухиным, сборник поэзии и прозы на белорусском языке;

### Коллективные сборники
- «Ветвь» (Гомель, 2001);
- «И я живое слово запишу…» (Гомель, 2003)[13];
- «Настрой» (Гомель, 2004);
- «Святло шчымлівай памяцi» (Гомель, 2006)[14];
- «Шматгалоссе Палесся» (Гомель, 2007);
- «AURORA BOREALIS» (Минск, апрель 2008 и декабрь 2008)[15];
- «Пралеска» (Гомель 2010);
- «Яблоневый бонсай» (Гомель 2010)[16];
- «Чернобыль 25 лет спустя», электронная версия (Веб-сайт Гомельской городской централизованной библиотечной системы, 2011);
- «Белокрылый птах» (Новокузнецк, 2012);
- «З адной калыскі | Из одной колыбели» (Таганрог, 2013);
- «Слово за словом» (Таганрог, 2013);
- «Новые сказки. Том 2» (Новокузнецк, 2014);
- «Живопись, которую слышат» (Минск, 2015);
- «Чароўнае кола | Волшебный круг» (Таганрог, 2016);
- Дискбук «Новогодние сказки» (Новокузнецк, 2016);
- «Поэзия русского слова» (Минск, 2019)[17].

## Публикации в СМИ

### Альманахи
- «Междуречье» (2007);
- «Литературная Гомельщина» (2008; 2009, 2012, 2014)[18];
- «Под небом Рязанским» (2012);
- литературный альманах «Полоцкая ветвь» — 2014";
- «Палац» (2014)[19];

### Журналы
- «Верасень» (№ 2015/12, №2017/16);
- «Западная Двина» (№ 3/2004);
- «Маладосць» (№ 2/2007), №9/2014, (в составе дуэта Татмир) №11/2014;
- «Берегиня дома твоего» (Москва, № 5/2006, № 2/2007.;
- «Полымя» (№ 1/2010, № 2/2016);
- «Мир животных» (№ 4/2011), (№ 5-6/2011, № 6/2012), (№ 8/2012);
- «Эколог и Я» (№ 4/2011);
- «ЛитОгранка» (Новокузнецк, № 7/2012) ;
- «Нёман» (№ 9/2012, № 11/2016, № 6/2019)